# Vishtaspa
Kavi Vishtaspa (persiska: گشتاسب Goshtāsb) hyllad av Zarathustra som sin beskyddare och som den förste monarken som konverterade till zoroastrismen, han var son till kung Aurvataspa (persiska: Lohrāsb). Senare traditioner som i Shahnameh av skalden Ferdousi kallar honom för "Kungen av Iran". Eftersom Zarahtustras "ursprungsland" anses ha varit någonstans i de östra delarna av vad som blev det persiska imperiet så bör Vishtaspa ha varit en dynast i Baktrien, Sogdiana, Margiana eller i något av de mindre kungadömena i Centralasien. Vishtaspas fru hette Atossa och är enligt traditionen den första kvinnliga anhängaren av zoroastrismen.
Han nämns redan i den äldsta Zoroastriska källan Gathas och finns även omnämnd i indiska skrifter.